# Leuglay
Leuglay település Franciaországban, Côte-d’Or megyében. Lakosainak száma 294 fő (2022. január 1.). Leuglay La Chaume, Recey-sur-Ource, Voulaines-les-Templiers, Essarois, Faverolles-lès-Lucey és Lucey községekkel határos.

## Népesség
A település népességének változása:
| Lakosok száma | 590  | 517  | 380  | 359  | 327  | 313  | 306  | 303  | 298  | 294  |
|               | 1968 | 1982 | 1999 | 2006 | 2012 | 2015 | 2017 | 2018 | 2020 | 2022 |